# Usenet II
Das Usenet II ist ein 1998 lanciertes alternatives Netzwerk zum Usenet, auf dessen Technologie es größtenteils basiert. Durch einige Änderungen am Design sollen Mängel des Usenets behoben werden, unter anderem Spamming, exzessives Crossposting (das Verbreiten eines Artikels in vielen Gruppen), Flames, das Verbreiten von Nachrichten, welche nicht gemäß dem gültigen technischen Standard formatiert sind, und einige andere.

## Design
Das Usenet II ist technisch so gestaltet, dass es ohne große Änderungen von bestehenden Newsservern und Newsreadern verwendet werden kann. Um Namenskonflikte mit bestehenden Newshierarchien im Usenet zu vermeiden, haben alle Newsgruppen des Usenet II das Präfix „net.“, im Grunde genommen ist das Usenet II nichts anderes als eine Subhierarchie des bestehenden Usenets.
Kernpunkt des Usenet II ist ein sehr striktes Regelwerk, basierend auf der sogenannte Soundness Doctrine (sound: englisch für „korrekt“, „einwandfrei“). Jeder Newsserver, der am Usenet II teilnimmt, muss sich an die Soundness Doctrine halten und soll nur Nachrichten von Servern entgegennehmen, die sich ihrerseits daran halten, da er andererseits riskiert, vom Usenet II ausgeschlossen zu werden.
Zentrales Anliegen der „Soundness Doctrine“ ist, dass die Administratoren eines am Usenet II teilnehmenden Servers dafür zu sorgen haben, dass sämtliche über ihren Server verschickten Nachrichten sich an genau definierte technische Vorgaben halten. Diese beinhalten unter anderem, dass die Nachricht vollständig mit RFC 1036 konform ist und darüber hinaus als Absender eine gültige Mailadresse enthält, die dem Autor gehört, eine Zeile NNTP-Posting-Host, mit welcher der Host des Absenders eindeutig identifiziert werden kann, sowie einen Header Distribution, der den Wert 4gh enthalten muss. Darüber hinaus muss eine Nachricht, welche mit Re: im Subject anfängt, mindestens einen Vorgänger im Header References enthalten und darf in höchstens drei Gruppen crossgepostet werden; Crossposts in Gruppen außerhalb des Usenet II sind verboten, ebenso sogenannte Binaries (Nachrichten, welche nicht ausschließlich aus Text bestehen). Postings, die nicht zu diesen Richtlinien konform sind, werden gelöscht.
Newsserver, deren Administratoren nicht dafür Sorge tragen, dass ihre Benutzer richtlinienkonforme Postings schreiben, können vom Usenet II ausgeschlossen werden.

## Administration
Das Usenet II wird von einem Usenet II Steering Committee verwaltet. Dieses setzt Hierarchie-Zaren (Hierarchy Czars) ein, welche innerhalb einer Subhierarchie für alle administrativen Belange zuständig sind, namentlich die Einsetzung von Moderatoren für moderierte Newsgruppen, den Bestand der Newsgruppen und den Erlass zusätzlicher Regeln.
Das Steering-Committee kann mit einer Dreiviertelmehrheit der Hierarchie-Zaren abgewählt werden. Außerdem kann ein Newsserver mit einer Dreiviertelmehrheit der am Usenet II teilnehmenden Newsserverbetreiber ausgeschlossen werden.

## Kritik
Das Design des Usenet II wird vor allem wegen der sehr strikten Regeln kritisiert, aber auch wegen der fehlenden demokratischen Mechanismen. Weiter wird eingewendet, dass die Regeln einzelnen Leuten (den Hierarchie-Zaren) zu viel Macht gebe. Befürworter des Systems wenden dagegen ein, dass die Beteiligung aller User an Entscheidungsprozessen die Entscheidungsfindung über Gebühr erschweren würde. Auf jeden Fall lässt sich beobachten, dass Webforen, die wie das Usenet II ebenfalls eine Alternative zum Usenet sind und einen ähnlichen Markt bedienen, in der Regel ebenfalls wenig ausgeprägte demokratische Mechanismen haben, wobei die Administratoren in Webforen in aller Regel über wesentlich weitergehende Eingriffsmöglichkeiten als die Gremien des Usenet II verfügen.
Die Einführung von Cancelbots und server- sowie clientseitigen Filtern im alten Usenet, sowie die Tatsache, dass Spammer mittlerweile lukrativere Orte als das Usenet gefunden haben, haben dazu geführt, dass einer der Hauptgründe für die Einführung des Usenet II, nämlich die Eindämmung des Spamproblems, weggefallen ist.

## Aktuelle Situation
Das Usenet II hat sich nicht durchgesetzt und wird auf den meisten Servern gar nicht geführt. Die meisten Usenet-Benutzer sind entweder im Usenet geblieben, oder dann in alternative Medien (z. B. Mailinglisten oder Webforen) abgewandert, in denen von einem Gremium (meist die Administratoren) vorgegebene Regeln noch strikter durchgesetzt werden können.
Allerdings haben die Regeln des Usenet II das heutige Regelwerk einiger kleiner Hierarchien maßgebend beeinflusst.